# Lollipop F
Lollipop F (nombre en mandarín 棒棒 堂, nombre japonés ロ リ ポ ッ プ F, nombre coreano 롤리팝 F) es una banda mandopop formada en Taiwán, en la que han ganado popularidad en todo el continente asiático. El grupo comenzó con seis integrantes, todos elegidos por la red televisiva de Channel [V], a través de un programa llamado 模范 棒棒 堂 (Bang Bang Tang, o BBT), un espectáculo que trató de crear a nuevos artistas masculinos, en el negocio del entretenimiento en Taiwán. 
Lollipop firmó contrato con el sello discográfico de "EMI Music Taiwan", el 2 de diciembre de 2006 y lanzaron su primer EP en el mes de enero del 2007, con la adquisición de "EMI Music Taiwan Gold Label Records", Lollipop también firmó contrato con otro sello discográfico de "Typhoon".
A finales del 2009, se anunció que el grupo estaba dividido, uno de sus integrantes Liljay y Wang Zi, decidieron separarse del grupo. En el mes de octubre del 2010, el resto de sus integrantes, Owodog, A-Wei, Fabien y William, se reagruparon para formar Lollipop F, con la letra 'F' que representa el número de los cuatro miembros, así es como Lollipop ha continuado hacia el éxito en su carrera musical.

## Discografía

### Álbum de estudio
| (Lollipop) Álbum | Nombre | Fecha de lanzamiento    | Etiqueta     |
| ---------------- | --- | ----------------------- | ------------ |
| 1st              | Gyashan - en chino, 哪裡怕 - pinyin, Nǎli Pà | 28 de diciembre de 2007 | EMI Music    |
|                  | Gyashan – Limited Edition - en chino, 哪裡怕 – 限量炫光珍藏版 - pinyin, Nǎli Pà – Xiàn Liàng Xuàn Guāng Zhēn Cáng Bǎn                                   | 1 de febrero de 2008    | EMI Music    |
| 2nd              | I am Legend - en chino, 我是傳奇 - pinyin, Wŏ Shì Chuán Qí                                                                                              | 19 de junio de 2009     | Gold Typhoon |
|                  | Lollipop's I am Legend + Choc7's Sonic Youth - en chino, 卒業紀念限定盤 (合體雙拼改版) - pinyin, Cù Yè Jì Niàn Xiàn Dìng Pán (Gĕ Tĭ Shuāng Pīn Găi Băn) | 14 de agosto de 2009    | Gold Typhoon |

| (Lollipop F) Álbum | Nombre                                           | Fecha de lanzamiento   | Etiqueta     |
| ------------------ | ------------------------------------------------ | ---------------------- | ------------ |
| 1st                | Four Dimensions - en chino tradicional, 四度空間 | 9 de noviembre de 2010 | Gold Typhoon |
| 2nd                | DANCE - en chino, 電司 - pinyin, Dance           | 26 de octubre de 2011  | Gold Typhoon |

### EP
| Álbum | Nombre | fecha de lanzamiento | Etiqueta     |
| ----- | --- | -------------------- | ------------ |
| 1st   | - Colorful Lollipop - en chino, 七彩棒棒堂 - pinyin, Qī Cǎi Bàng Bàng Táng | 26 de enero de 2007  | EMI Music    |
|       | - Colorful Lollipop – Special Edition - en chino, 七彩棒棒堂 – 無敵慶功版 - pinyin, Qī Cǎi Bàng Bàng Táng – Wú Dí Qìng Gōng Bǎn                                                         | 9 de marzo de 2007   | EMI Music    |
| 2nd   | - Summer's First Experience - en chino, 夏日初體驗 - pinyin, Xià Rì Chū Tǐ Yàn | 25 de mayo de 2007   | EMI Music    |
| 3rd   | - I am Legend 2009 ASIA TOUR Special Issue - en chino, 我是傳奇2009亞洲巡迴演唱會-寫真限定單曲 - pinyin, Wǒ Shì Chuán Qí 2009 Yà Zhōu Xún Huí Yǎn Chàng Huì – Xiě Zhēn Xiàn Dìng Dān Qǔ | 6 de febrero de 2010 | Gold Typhoon |

### Bandas sonioras
| Álbum | Nombre | Fecha de lanzamiento | Etiqueta     |
| ----- | --- | -------------------- | ------------ |
| 1st   | - Brown Sugar Macchiato – OST - en chino, 黑糖瑪奇朵 – 原聲帶 - pinyin, Hēi Táng Mǎ Qí Duǒ – Yuán Shēng Dài                                                                                                   | 31 de agosto de 2007 | EMI Music    |
| 2nd   | - The Legend of Brown Sugar Chivalries (Limited Edition) – OST - en chino, 黑糖群俠傳 (群俠包袱限量版) – 電視原聲帶 - pinyin, Hēi Táng Qún Xiá Chuán (Qún Xiá Bāofu Xiàn Liàng Bǎn) – Diàn Shì Yuán Shēng Dài | 3 de octubre de 2008 | Gold Typhoon |
|       | - The Legend of Brown Sugar Chivalries – OST - en chino, 黑糖群俠傳 (型男奇俠版) – 電視原聲帶 - pinyin, Hēi Táng Qún Xiá Chuán (Xíng Nán Qí Xiá Bǎn) – Diàn Shì Yuán Shēng Dài                                | 9 de octubre de 2008 | Gold Typhoon |

### Concierto en DVD
| Álbum | Nombre | Fecha de Lanzamiento | Etiqueta  |
| ----- | --- | -------------------- | --------- |
| 1st   | - The Dream Embarks – Sparkling Taipei Arena Concert - en chino, 夢想出發 – 閃耀小巨蛋演唱會 - pinyin, Mèng Xiǎng Chū Fā – Shǎn Yào Xiǎo Jù Dàn Yǎn Chàng Huì | 6 de junio de 2008   | EMI Music |